# 허적 영정
허적 영정은 대한민국 경기도 용인시 처인구 원삼면 맹리, 양천허씨 문중에서 소장하고 있는 조선 중기의 문신인 허적의 초상화이다. 1992년 10월 12일 용인시의 향토문화재 제25호로 지정되었다.

## 같이 보기
- 허적

## 참고 문헌
- 허적 초상 - 용인시의 문화관광 - 향토유적